# Đập Thảo Long
Đập Thảo Long là một công trình đập ngăn mặn được xây dựng ở hạ lưu sông Hương nằm giữa quận Phú Xuân và quận Thuận Hóa thuộc thành phố Huế., Việt Nam. Đây là đập ngăn mặn lớn nhất Đông Nam Á hiện nay.
Đập có chiều dài 571,25 m với các hạng mục chính là: cống ngăn mặn, cầu giao thông, đường dẫn hai đầu cầu và âu thuyền. Trong đó, chiều rộng thông nước là 472,5 m, cống gồm 15 khoang, mỗi khoang rộng 31,5 m, được thiết kế theo hình thức cống chảy hở với hệ thống cửa van đóng, mở.
Cây cầu giao thông có kết cấu bê tông cốt thép vĩnh cửu, dài 600 m và rộng 10 m.
Ngoài ra, hệ thống đập còn có một khoang âu thuyền dài 53 m, rộng 8 m.
Công trình có tổng vốn đầu tư khoảng 152 tỷ đồng, được khởi công xây dựng vào tháng 8 năm 2001, hoàn thành cơ bản đưa vào khai thác từ tháng 6 năm 2006. Ngày 21 tháng 12 năm 2008, công trình được bàn giao cho Công ty TNHH Nhà nước một thành viên quản lý khai thác công trình thủy lợi Thừa Thiên Huế quản lý.